# DAPNET

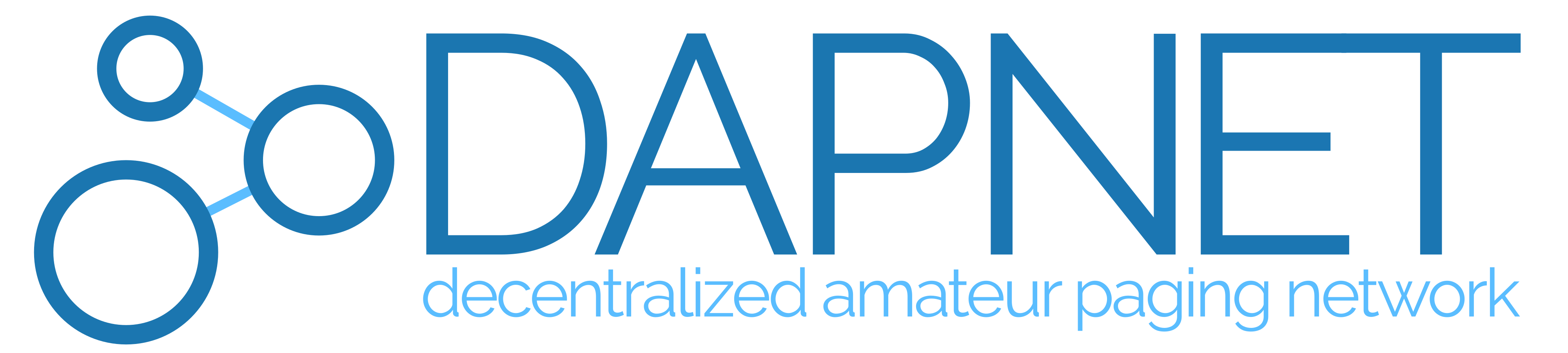
Логотип DAPNET

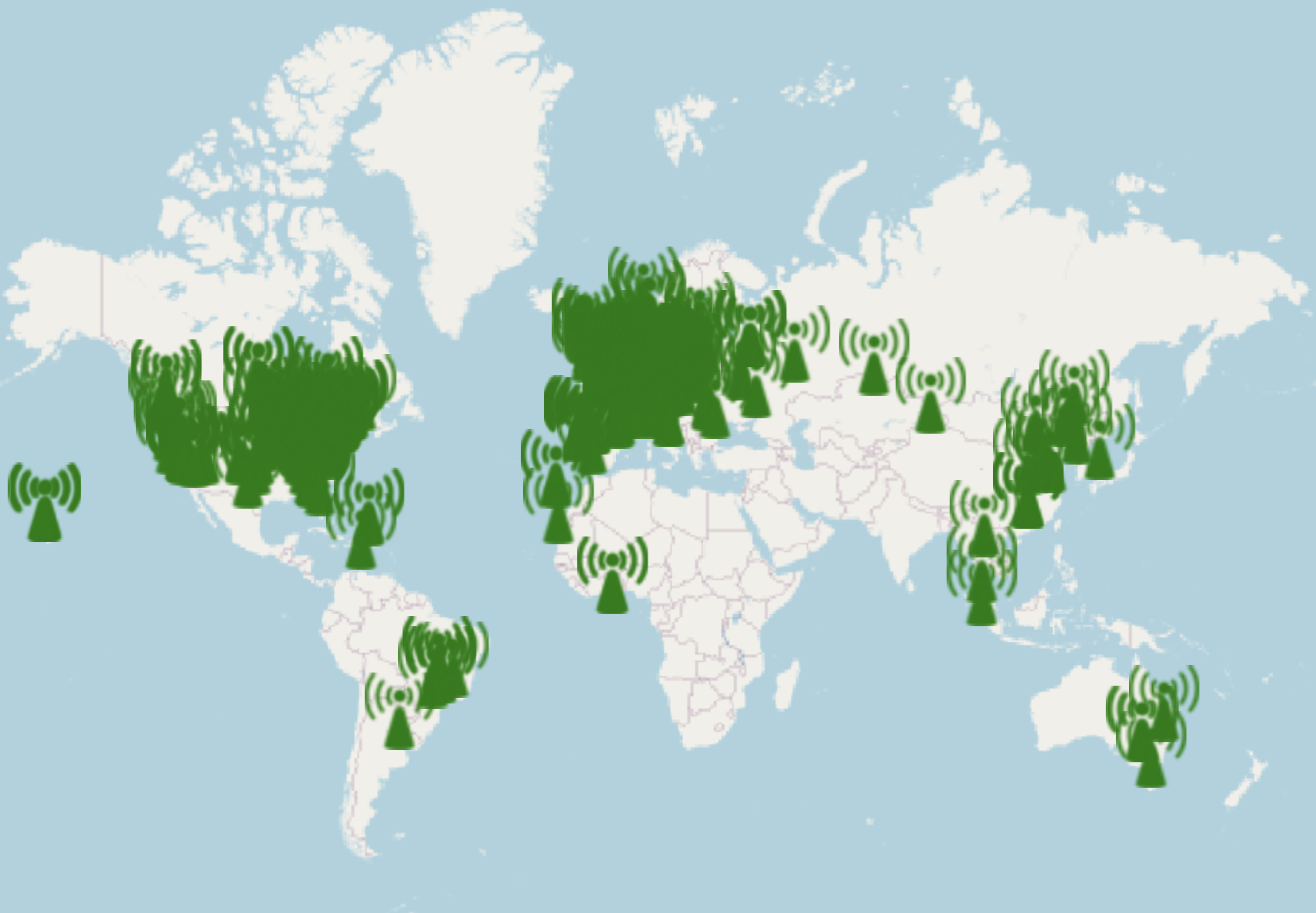
DAPNET станом на липень 2023 року

DAPNET (від англ. Decentralized Amateur Paging Network) — безкоштовна глобальна пейджингова мережа, створена та підтримувана ентузіастами-радіоаматорами. Прийом повідомлень можливий на серійні пейджери, які підтримують протокол POCSAG, і налаштовані на відповідну частоту.

## Історія проекту
Проєкт спочатку називався FunkrufMaster і був створений у Німеччині з ініціативи співробітників Аахенського університету. У 2016 році назва була змінена на FunkrufMaster 2.0, а потім на DAPNET. Станом на березень 2018 року в постійній експлуатації перебували вже понад 90 передавачів, а зона покриття включала частину Німеччини, Нідерландів, Бельгії та Швейцарії.

## Технічні характеристики
Для DAPNET рекомендована частота 439,9875 МГц, тобто на 12,5 кГц нижче за верхню межу 70-см радіоаматорського діапазону. Передавачі об'єднують у мережу, частина через HAMNET, частина через Internet. Для передачі повідомлень використовується стандартний пейджинговий протокол POCSAG. Для малопотужного передавача можна використовувати Raspberry Pi із встановленою програмою unipager та MMDVM-модемом, а щоб зона покриття становила кілька кілометрів, на його вихід треба додати підсилювач радіочастоти. Зона покриття передавача може доходити до 20 км, залежно від рельєфу місцевості та висоти антени.
Для прийому повідомлень особливою популярністю користуються пейджери марок Skyper та Alphapoc. Вони легко налаштовуються на потрібну частоту прийому, а також надають безліч інших можливостей, наприклад прийом бюлетенів — повідомлень, що надсилаються для всіх адресатів. Разом з тим, можливе відповідне налаштування деяких пейджерів інших марок. Також прийом повідомлень можливий на Flipper Zero.
Повідомлення можна відправити через багатомовний вебсайт, а також додатки для Android і iOS.